# Nataša Pinoza
Nataša Pinoza Grilc, slovenski fotomodel, * 24. september 1983, Celje
Zmagala je na tekmovanju Miss Universe Slovenije 2006. 
Ukvarjala se je tudi z ličenjem. Ima podjetje za organizacijo dogodkov. Bila je obraz nakita Frey Wille.

## Mladost in študij
Odraščala je v vasi Ledina v občini Sevnica, kjer je obiskovala osnovno šolo in frizerski oddelek srednje šole. V Ljubljani je izredno študirala na portoroški Visoki šoli za turizem, na kateri je pridobila še magisterij.

## Lepotna tekmovanja
Bila je miss srednje šole. Leta 2002 je bila prva spremljevalka na tekmovanju Supermodel Slovenije, leta 2003 pa druga spremljevalka na tekmovanju za slovensko Bondovo dekle. Bila je v finalu tekmovanja Miss Slovenije 2005. Predsedovala je žiriji, ki je izbrala »fanta poletja 2006«.

## Zasebno
Visoka je 180 centimetrov. Ima mlajšo sestro. Z možem Petrom Grilcem, direktorjem podjetja Hypex, ima dva sinova.